# Pietro Paolo Bombino
Pietro Paolo Bombino, né à Cosenza (Italie) vers 1575 et décédé à Mantoue en 1648, est un prêtre somasque italien,  et écrivain humaniste. Il fut jésuite jusqu'en 1629. 

## Biographie
Né à Cosenza vers 1575, Bombino fut reçu dans la Compagnie de Jésus en 1592, et enseigna l'Écriture sainte à Rome. Il prononça les vœux de profès en 1616, mais il quitta la Compagnie pour entrer dans la Congrégation des clercs réguliers de Somasque où il fit une nouvelle profession religieuse en 1629. Il mourut en 1648.

## Écrits

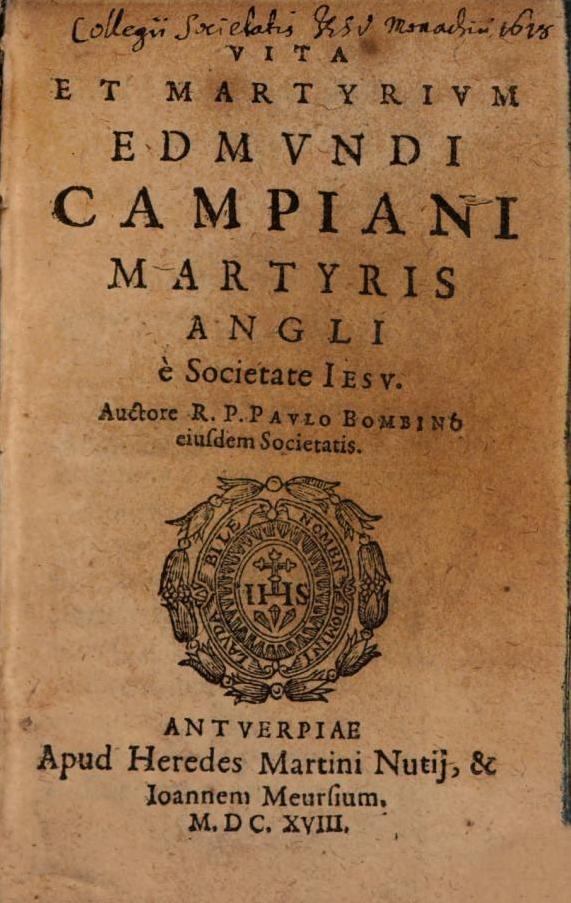
Vita et Martyrium Edmundi Campiani, publié à Anvers en 1618

- Selecta ex Catullo, Tibullo, Propertio... Parmæ, 1601. Les Jésuites de Rome avaient publié dès 1598 une édition expurgée de ces poètes ; le P. Bombino en donna une seconde, qui fut suivie d'une 3e : Romæ, sumptibus Antonii Albini, apud Jacobum Mascardum, 1613, 16°, p. 192. Celle-ci reproduit presque la 2e.
- In funere Margaritæ Austriæ Uxoris Philippi III, Hispaniarum regis, oratio habita ad Sodales Virginis Assumptæ in Ædibus Societatis Jesu, Romæ, apud Bartholomæum Zannettum, 1611 et 1671, in-4°.
- In die Parasceves oratio habita in Sacello Pontificio, Romæ, apud Jacobum Mascardum, 1612, in-4°; Romæ, apud Franciscum Caballum, 1612, in-fol. Et dans le recueil intitulé : Orationes quinquaginta de Christi Domini morte, Romæ, 1641 in-12, et Neoburgi, Bogner, 1724, in-8°.
- De Adventu Spiritus Sancti, oratio habita in Sacello Pontificio. Romæ, apud Jacobum Mascardum, 1612, in-4°.
- In die VI Pentecostes, oratio de Adventu Spiritus Sancti habita in Sacello Pontificio, Romæ , apud Jacobum Mascardum, 1612, in-4° ; Romæ, apud Caballum, 1612, in-4°. Il le publia sous le nom de Pompeius Mutus.
- Vestigium Gymnasii Romani, quali ornatu exceperit venientem ad se Scipionem Cardinalem Burghesium, Romæ, apud Jacobum Mascardum, 1615, in-8°.
- Vita di sant'Ignazio Lojola. In Napoli, per Lazzaro Scoriggio, 1613, in-8° ; Roma, pel Zannetti, 1622 , in-8°. Cette édition est plus ample. In Napoli, appresso Secondino Roncagliolo, 1627, in-8°.
- Vita et Martyrium Edmundi Campiani Martyris Angli e Societate Jesu auctore R. P. Paulo Bombino ejusdem Societatis, Antverpiæ, apud Heredes Martini Nutii et Joannem Meursium, 1618, in-12 , p. 560 sans la table. Editio posterior ab auctore multis aucta partibus et emendata. Mantuæ, apud fratres Osannas Ducales Impressores ; Neapoli, 1627, in-8°.
- In Funere Cosmi II Etruriæ Ducis, oratio, etc. Mantuæ, apud Franciscum Osannam, 1621, in-8°.
- In Funere Philippi ll Hispaniarum Regis, oratio, etc. Mantuæ, apud Osannam, 1621, in-4°.
- De Sfortiadum Originibus, seu Magnus Sfortia. Leone Allacci dit que cet ouvrage fut imprimé par Malatesta de Milan. Abraham Bzowski en a donné plusieurs extraits dans le Tome XV de ses Annales. Le manuscrit de l'ouvrage se conservait dans la Bibliothèque Ambrosienne de Milan sous le titre suivant : Magni Sfortiæ, sive de Vita Rebusque a Sfortia Primo, qui magnus dictus est, gestis, Libri II. Authore Petro Paulo Bombino e Societate Jesu.

Après sa sortie de la Compagnie, Bombino écrivit encore d'autres ouvrages dont Leone Allacci et Giammaria Mazzuchelli donnent la liste.